# 傑米揚卡河
傑米揚卡河是俄羅斯的河流，由秋明州和鄂木斯克州負責管轄，屬於額爾齊斯河的右支流，河道全長1,160公里，流域面積34,800平方公里，發源自瓦休甘沼澤，流經西西伯利亞平原，每年十月至翌年五月結冰。